# Cratere Yetta
Yetta  è un cratere sulla superficie di Venere.